# 크레스톱스키 오스트로프역
크레스톱스키 오스트로프 역(러시아어: Крестовский остров)은 러시아 상트페테르부르크 시에 있는 상트페테르부르크 지하철 프룬젠스코 프리모르스카야 선의 역이다. 인근에 FC 제니트 상트페테르부르크의 홈구장인 크레스톱스키 경기장이 있고, 크레스톱스키 섬 내에 위치하는 역이다. 이 역에서 2.5km 떨어진 섬의 서쪽에 넵스코 바실레오스트롭스카야 선의 노보크레스톱스카야 역이 있다.